# Makubetsu
Makubetsu (japanska: 幕別町?, Makubetsu-chō) är en landskommun (köping) i Hokkaido prefektur i Japan. 
Sporten parkgolf uppfanns i Makubetsu 1983. Skridskoåkarna Miho Takagi och Nana Takagi, båda med olympiska guldmedaljer, föddes i Makubetsu.